# Петровский, Адольф Маркович
Адо́льф Ма́ркович Петро́вский (наст. фамилия Зальберг; 1887, Варшава, Царство Польское, Российская империя — 17 сентября 1937) — советский дипломат.

## Биография
Член Социал-демократии Королевства Польского и Литвы с 1904 года, член Коммунистической партии Польши с 1918 года, член РКП(б). В 1917 году интернирован. В 1920 году избран членом ЦК Компартии Польши. В том же году арестован и осуждён на 5 лет лишения свободы. Выдан СССР.
- В 1922—1923 годах — секретарь народного комиссара по иностранным делам РСФСР,
- В 1923—1924 годах — старший секретарь коллегии НКИД СССР,
- С 10 декабря 1924 по 31 января 1930 года — полномочный представитель СССР в Эстонии[1],
- С 31 января по 21 декабря 1930 года — полномочный представитель СССР в Литве[2],
- С 21 декабря 1930 по 1 апреля 1933 года — полномочный представитель СССР в Персии[3],
- С 1 апреля 1933 по 10 ноября 1934 года — полномочный представитель СССР в Австрии[4],
- С 2 апреля по 11 ноября 1934 года — полномочный представитель СССР в Венгрии по совместительству.[5].

С декабря 1934 по 1937 год — уполномоченный НКИД СССР по Украинской ССР. Член ВУЦИК (1935—1937).
24 июля 1937 года арестован. Расстрелян 17 сентября 1937 года. Реабилитирован в 1957 году.